# Діошдьйор
«Діошдьйор-Вашдярі Тештдякорлок Кьоре» (угор. Diósgyőr-Vasgyári Testgyakorlók Köre) — угорський футбольний клуб з Мішкольца. Заснований 6 лютого 1910 року. Виступає на стадіоні «Діошдьйор», який вміщує 11 500 глядачів.
З 2022 по 2024 роки команду очолював український тренер Сергій Кузнецов.

## Назва
- 1910–38: Diósgyőri VTK
- 1938–45: Diósgyőri MÁVAG SC
- 1945–51: Diósgyőri VTK
- 1951–56: Diósgyőri Vasas
- 1956–92: Diósgyőri VTK Miskolc
- 1992–00: Diósgyőr FC
- 2000–03: Diósgyőri VTK
- 2003–04: DVTK 1910
- 2004–05: Diósgyőri Balaton FC (later Diósgyőri VTK-BFC)
- 2005–07: Diósgyőri VTK
- 2007-08: Diósgyőri VTK-BORSODI
- 2008–: Diósgyőri VTK

## Досягнення
- Чемпіонат Угорщини: 3 місце (1978–79)
- Володар кубка Угорщини: 1977, 1980
- Володар кубка ліги: 2013–14

## Відомі футболісти
- Жорж Анрі Гріффітс